# (4165) Didkovskij
(4165) Didkovskij (1976 GS3) – planetoida z grupy pasa głównego asteroid okrążająca Słońce w ciągu 3,84 lat w średniej odległości 2,45 j.a. Odkryta 1 kwietnia 1976 roku.